# The Greatest Hits - Volume 1: 20 Good Vibrations
The Greatest Hits - Volume 1: 20 Good Vibrations è una compilation del gruppo musicale statunitense The Beach Boys, pubblicata il 4 aprile 1995 dalla Capitol Records e poi successivamente ripubblicata il 21 settembre 1999.

## Tracce
1. Surfin' Safari – 2:06 (Brian Wilson, Mike Love)
2. Surfin' USA – 2:29 (Brian Wilson, Chuck Berry)
3. Surfer Girl – 2:28 (Brian Wilson)
4. Little Deuce Coupe – 1:39 (Brian Wilson, Roger Christian)
5. Be True to Your School – 2:06 (Brian Wilson, Mike Love)
6. Fun, Fun, Fun – 2:04 (Brian Wilson, Mike Love)
7. I Get Around – 2:15 (Brian Wilson, Mike Love)
8. Shut Down – 1:51 (Brian Wilson, Roger Christian)
9. Dance, Dance, Dance – 2:00 (Brian Wilson, Carl Wilson, Mike Love)
10. Do You Want to Dance – 2:19 (Bobby Freeman)
11. Help Me, Rhonda – 3:10 (Brian Wilson, Mike Love)
12. California Girls – 2:38 (Brian Wilson, Mike Love)
13. Barbara Ann – 2:20 (Fred Fassert)
14. Sloop John B – 2:59 (Tradizionale)
15. Wouldn't It Be Nice – 2:25 (Brian Wilson, Tony Asher, Mike Love)
16. Good Vibrations – 3:37 (Brian Wilson, Mike Love)
17. 409 – 2:00 (Brian Wilson, Mike Love, Gary Usher)
18. God Only Knows – 2:52 (Brian Wilson, Tony Asher)
19. Catch a Wave – 2:09 (Brian Wilson, Mike Love)
20. Kokomo – 3:37 (John Phillips, Mike Love, Terry Melcher,  Scott McKenzie)

Riedizione del 1999
1. Surfin' Safari – 2:06 (Brian Wilson, Mike Love)
2. 409 – 2:00 (Brian Wilson, Mike Love, Gary Usher)
3. Surfin' USA – 2:29 (Brian Wilson, Chuck Berry)
4. Shut Down – 1:51 (Brian Wilson, Roger Christian)
5. Surfer Girl – 2:28 (Brian Wilson)
6. Little Deuce Coupe – 1:39 (Brian Wilson, Roger Christian)
7. Catch a Wave (Mono album mix) – 2:09 (Brian Wilson, Mike Love)
8. Be True to Your School – 2:06 (Brian Wilson, Mike Love)
9. Fun, Fun, Fun – 2:04 (Brian Wilson, Mike Love)
10. I Get Around – 2:15 (Brian Wilson, Mike Love)
11. Dance, Dance, Dance – 2:00 (Brian Wilson, Carl Wilson, Mike Love)
12. Do You Want to Dance – 2:19 (Bobby Freeman)
13. Help Me, Rhonda – 3:10 (Brian Wilson, Mike Love)
14. California Girls – 2:38 (Brian Wilson, Mike Love)
15. Barbara Ann – 2:20 (Fred Fassert)
16. Sloop John B – 2:59 (Tradizionale)
17. Wouldn't It Be Nice – 2:25 (Brian Wilson, Tony Asher, Mike Love)
18. God Only Knows – 2:52 (Brian Wilson, Tony Asher)
19. Good Vibrations – 3:37 (Brian Wilson, Mike Love)
20. Kokomo (Stereo single mix) – 3:37 (John Phillips, Mike Love, Terry Melcher,  Scott McKenzie)

## Classifiche
| Classifica (2000) | Posizione massima |
| ----------------- | ----------------- |
| Stati Uniti       | 95                |